# Gare de Bièvres
Ne doit pas être confondu avec Gare de Bièvre.
La gare de Bièvres est une gare ferroviaire française de la ligne de la grande ceinture de Paris, située sur le territoire de la commune de Bièvres dans le département de l'Essonne, en région Île-de-France.
C'est une gare de la Société nationale des chemins de fer français (SNCF) desservie par les trains de la ligne V du Transilien.

## Situation ferroviaire
La gare est située au point kilométrique 111,017 de la ligne de la grande ceinture de Paris.
Elle est établie à 77 mètres d'altitude.

## Histoire
Le 1er mai 1883, le trafic de la ligne de Grande Ceinture ouvre aux voyageurs sur la section de Versailles-Chantiers à Savigny-sur-Orge. La gare de Bièvres est créée à cette occasion.
Le 15 mai 1939, le trafic voyageurs prend fin sur la section nord de la Grande ceinture comprise entre Versailles-Chantiers et Juvisy. Par contre, il subsiste sur la section sud, entre Juvisy et Versailles via Massy - Palaiseau. La gare de Bièvres reste donc ouverte aux voyageurs.

## Fréquentation
De 2015 à 2022, selon les estimations de la SNCF, la fréquentation annuelle de la gare s'élève aux nombres indiqués dans le tableau ci-dessous.
| Année     | 2015    | 2016    | 2017    | 2018    | 2019    | 2020    | 2021    | 2022    |
| --------- | ------- | ------- | ------- | ------- | ------- | ------- | ------- | ------- |
| Voyageurs | 493 181 | 481 167 | 467 275 | 444 063 | 426 162 | 172 854 | 280 066 | 352 463 |

## Service des voyageurs

### Desserte
Elle est desservie par les trains de la ligne V du Transilien sur la liaison Versailles-Chantiers – Massy - Palaiseau.

### Correspondances
La gare est desservie par les lignes 15, 91.08 et S15 du réseau de bus Paris-Saclay et par les lignes 6133 et Soirée Versailles Chantiers du réseau de bus de Vélizy Vallées.

## Projet de desserte par une ligne de tramway
En 2025, cette gare devrait être desservie par la ligne 12 du tramway d'Île-de-France, en remplacement de la branche de la ligne C du RER.

## Patrimoine ferroviaire
Le bâtiment voyageurs correspond au modèle standard des gares de troisième classe de la ligne de la grande ceinture de Paris ; ce modèle, dont le plan fut conçu par l'ingénieur des Ponts et Chaussées Luneau, a été utilisé notamment pour la gare de Mareil-Marly.
L’abri de quai d’origine, situé sur le quai opposé au bâtiment voyageurs et pourvu d’une marquise de dimensions semblables à celle du bâtiment principal a également été conservé.

Galerie de photographies
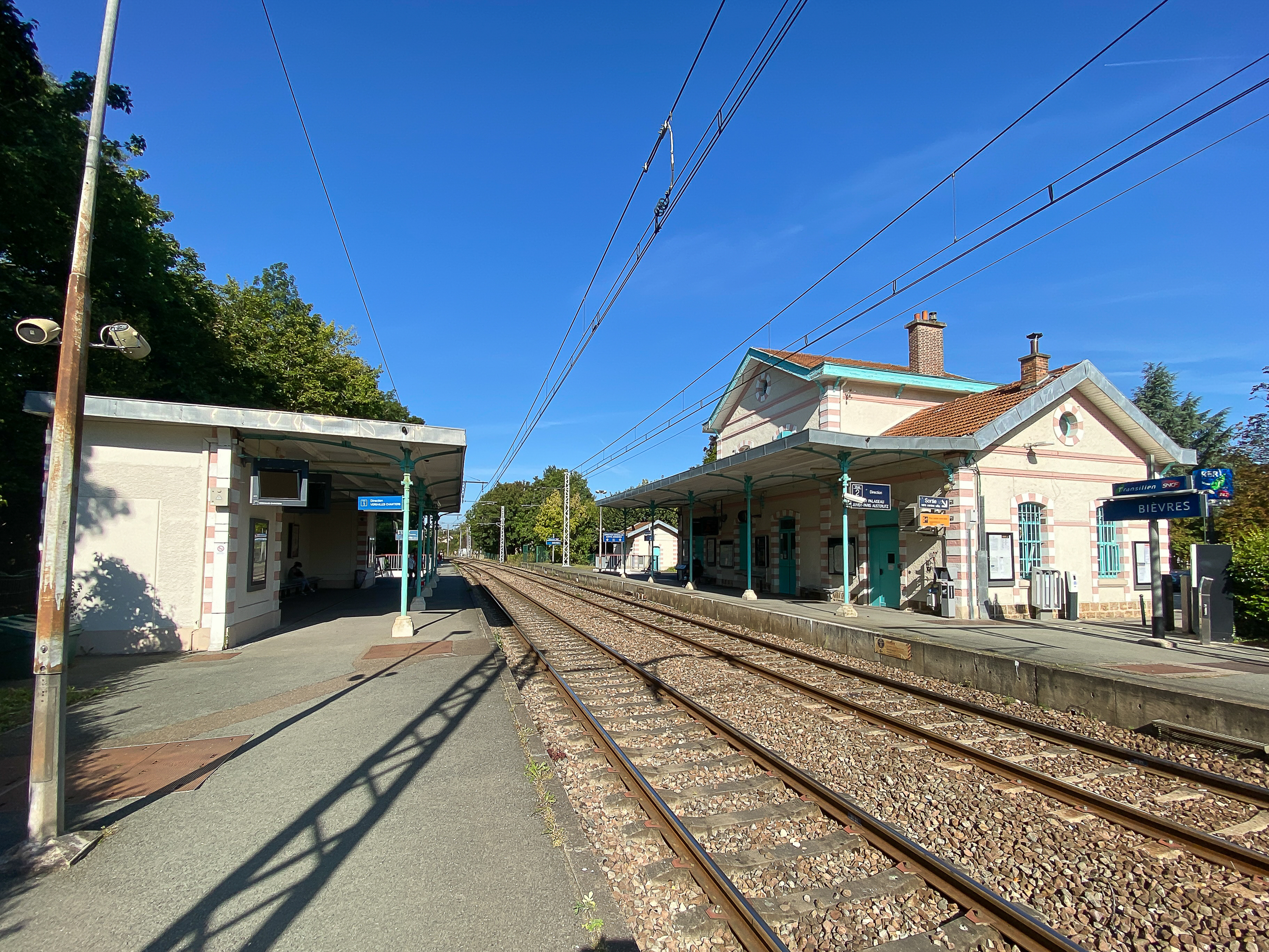
Vue d'ensemble du bâtiment voyageurs, des quais et des voies.
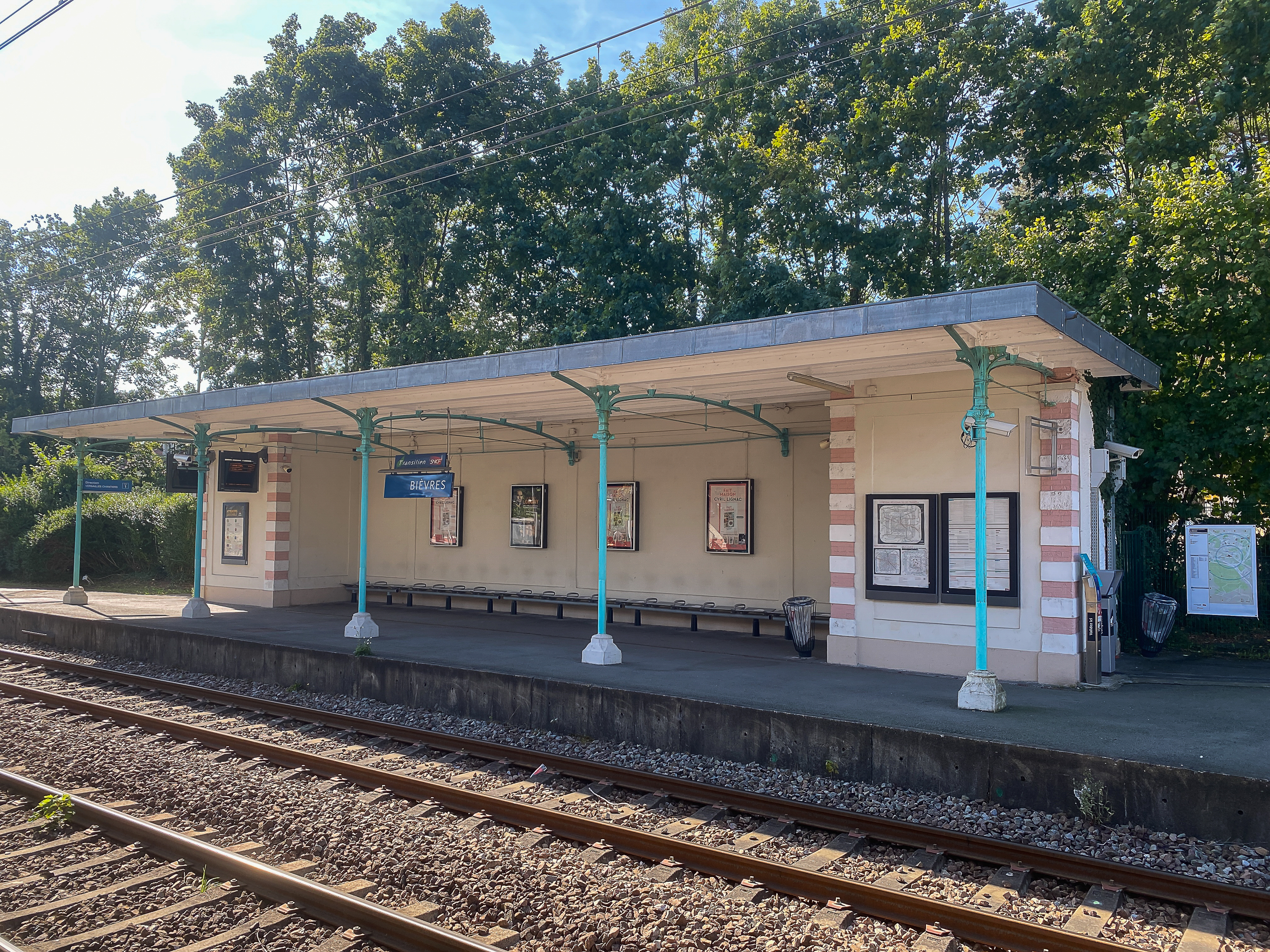
L'abri voyageurs du quai de la voie 1.
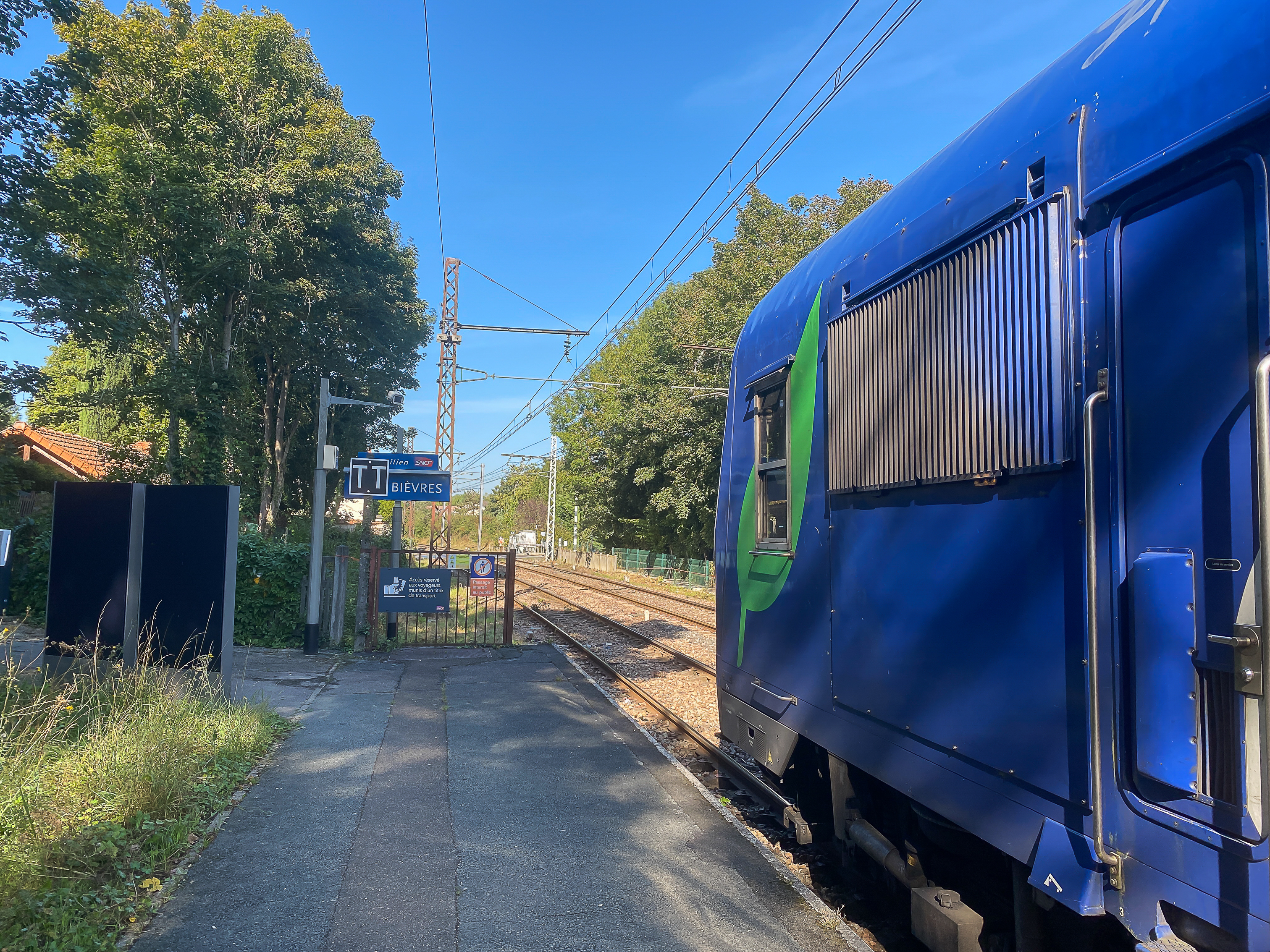
Une rame Z 5600, à quai, en direction de la gare de Versailles-Chantiers.